# Santa Maria degli Angeli e dei Martiri
A Santa Maria degli Angeli e dei Martiri (magyarul: „Az angyalok és mártírok Szűz Máriájának temploma”, latinul: Beatissimae Virgini et omnium Angelorum et Martyrum) római katolikus templom Rómában. Diocletianus termáin belül található, a frigidariumban. Bíborosa William Henry Keeler volt.

## A bazilika

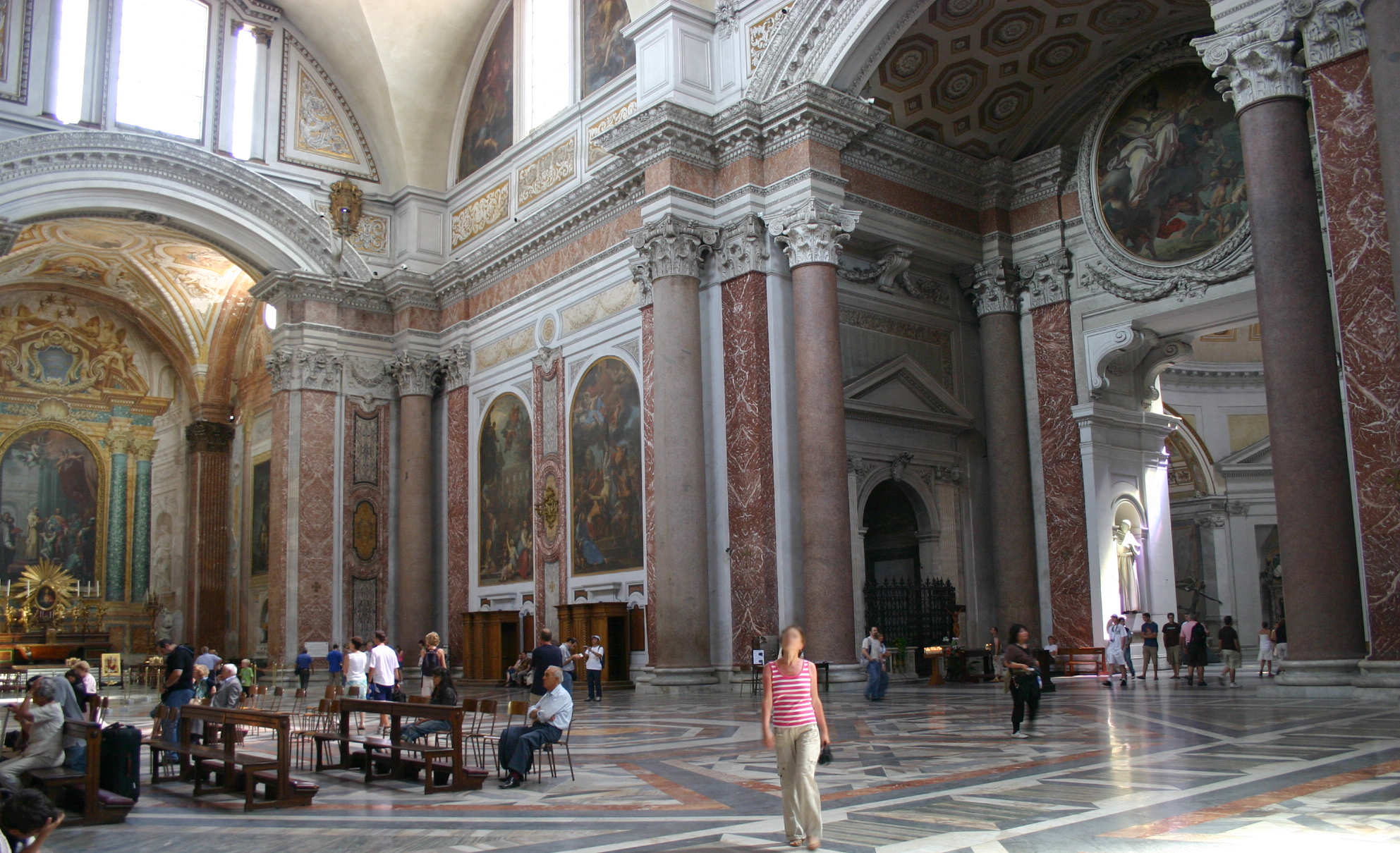
Az oszlopok és pilaszterek dupla rendszere

A bazilikát az ismert és ismeretlen keresztény mártíroknak szentelték. A templom ugyanakkor IV. Piusz pápa személyes emlékműve, sírja a templom apszisában van.
Diocletianus termái megmaradtak a kereszténység elterjedése után is, és romjaikban is uralták Róma egyik dombját. Michelangelo Buonarroti 1563 és 1564 között dolgozott azon, hogy átalakítsa a fürdő egyik hatalmas épületét, a frigidariumot templom céljára. A jóval később, 1749-ben Luigi Vanvitelli által vezetett átalakítások alapvetően megváltoztatták a Michelangelo által tervezett rendszert, a főhajó és a kereszthajó szerepet cseréltek.
A Santa Maria degli Angeli-ben Michelangelo – a fennmaradt ókori épület célszerű átalakításával – példa nélkül álló építészeti tereket hozott létre, aminek kevés előzménye volt és nem voltak követői. Nincs valódi homlokzat, az egyszerű bejárat az eredeti fürdő boltozatos apszisába nyílik. A terv a görög keresztből lett továbbfejlesztve, a mai kereszthajó dominál a szögletes kápolnáival mindkét végén.

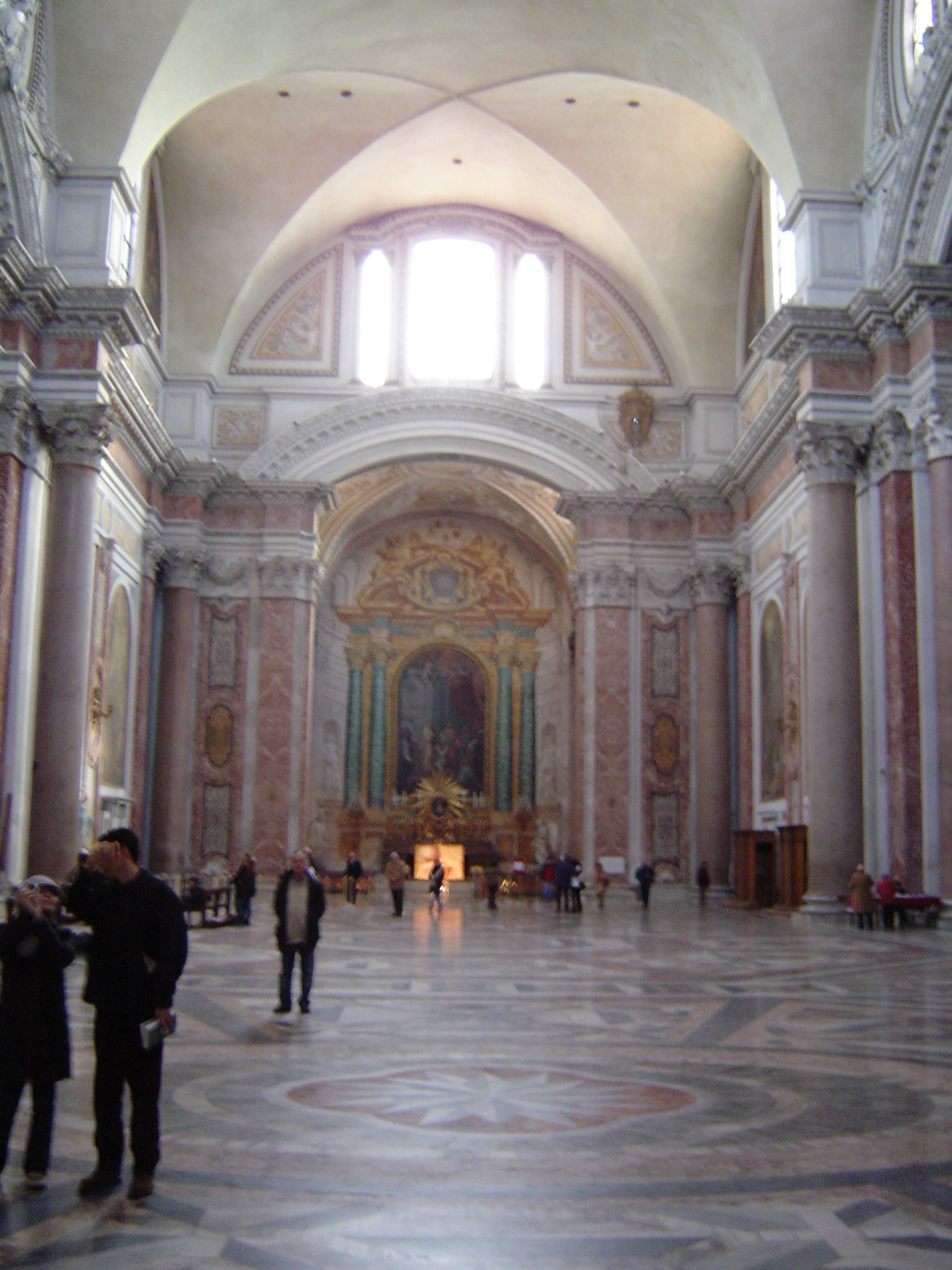
A kereszthajó a római oszlopokkal

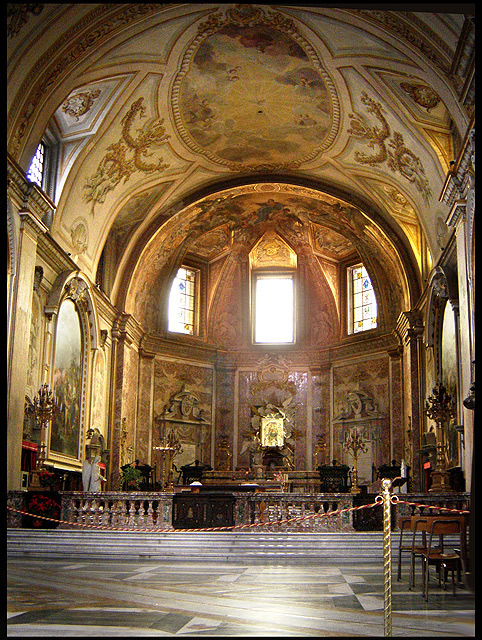

Az előcsarnokban két kápolna van. Ez egy második előcsarnokhoz vezet, ami a kereszthajó másik végén van, itt Szent Kölni Bruno életnagyságnál nagyobb szobra található (Jean Antoine Houdon alkotása (1766)). A nagy boltozatos kereszthajó 90,8 m hosszú, és 28 m magas (padlózatát Michelangelo megemelte, hogy egy szintben legyen a Seicento utcai szintjével). A padló megemelése csonkította a vörösgránitból készült római oszlopokat, amik tagolják a kereszthajót és az azt szegélyező teret. Michelangelo a kereszthajót 27 m szélesre készítette, ezzel hatalmas, kocka alakú terek jöttek létre a kereszthajó végein.
2006-ban  készítette a lengyel születésű szobrász, Igor Mitoraj az új bronzajtókat és Keresztelő János szobrát.
A Santa Maria degli Angeli volt a hivatalos, állami templom az Olasz Királyság idején (1870-1946). Újabban több temetést is tartottak a templomban, itt található Armando Diaz tábornok és Paolo Thaon di Revel admirális sírja, akik az első világháború egyik győztes csatáját irányították az olasz fronton.
William Henry Keeler bíboros címe Titulus S. Mariae Angelorum in Thermis volt.

## A délkör létrehozása

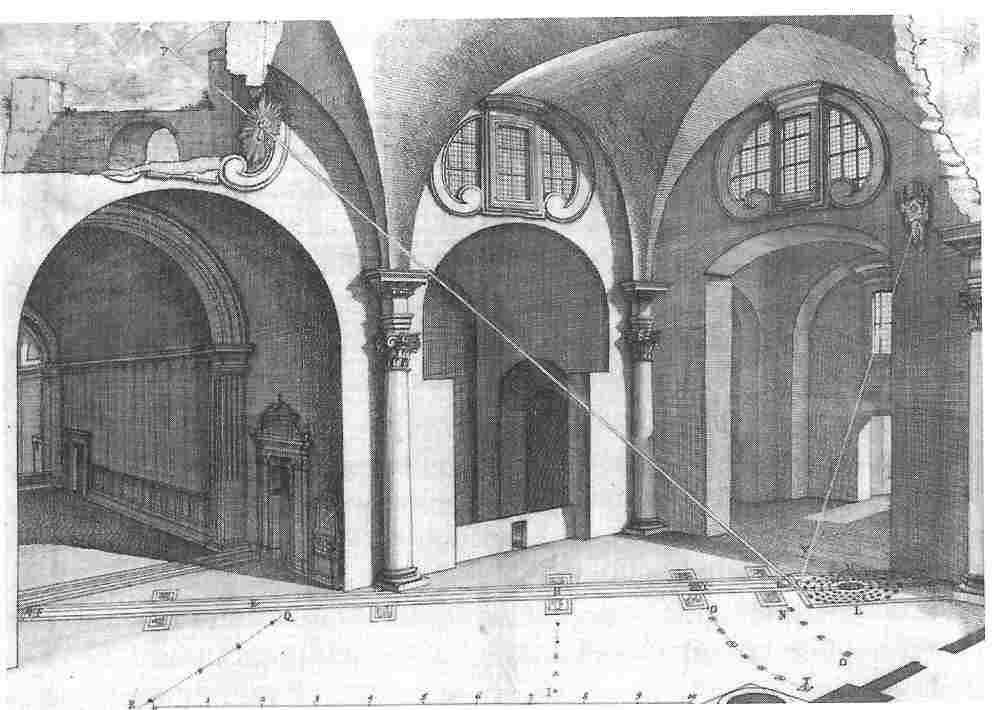
Bianchini délkörének rajza a Santa Maria degli Angeli e dei Martiri templomban, az általa írt De Calendario...-ban. (1703). A jobbról jövő sugarak a Napból érkeznek, balról a Sarkcsillag fénye látható

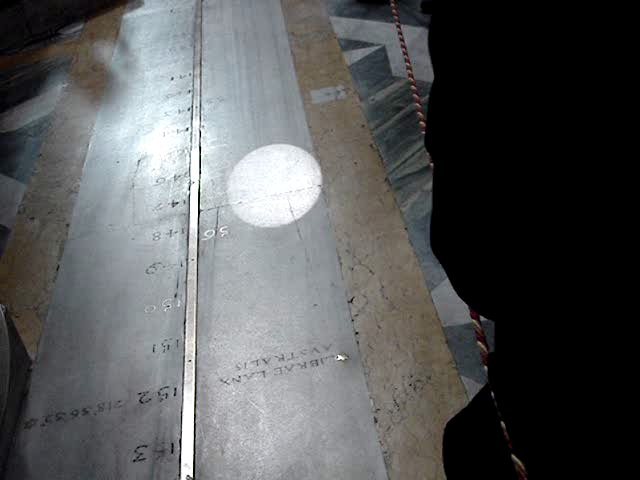
A nap képe a vonal előtt 11:54-kor, október végén így látható

A 18. század elején XI. Kelemen pápa megbízta Francesco Bianchini csillagászt (aki egyben matematikus, régész, történész és filozófus is volt), hogy készítsen egy meridiánvonalat (=délkör) a bazilikában. A délkör egyfajta napórának felel meg. A munka 1702-ben elkészült, és három célt szolgált: a pápa szerette volna ellenőrizni a Gergely-naptár pontosságát, szükséges volt egy eszköz, amivel a húsvét időpontját meg lehet határozni, és végül, de nem utolsósorban, hogy Rómának is legyen egy olyan fontos délköre, mint a Giovanni Domenico Cassini által Bolognában, a San Petronio katedrálisban akkoriban elkészült délkör.
A templom kiválasztásának több oka volt: (1) Mint más fürdők Rómában, ez is déli tájolású volt, vagyis zavartalanul kapta déli irányból a napfényt, (2) a falak magassága elegendően nagy volt, így a nap haladását kellően pontosan követni lehetett egész évben, (3) a régi falak már megállapodtak, nem kellett elmozdulástól tartani, (4) mivel a fürdő korábban Diocletianusé volt, ez szimbolikus győzelmet jelentett a keresztény naptár számára a korábban használt pogány naptár felett.
Bianchini napórája a Rómán áthaladó délkörön fekszik, így földrajzi hosszúsága 12° 30' E. A nap képe egy kis lyukon keresztül érkezik, ami a falban van. A kép helyzete az év során az időegyenletnek megfelelően változik: a dél időpontja helyi idő szerint 11:54-kor van október végén és 12:24-kor februárban. A nyári napforduló idején a nap az égbolton a legmagasabban helyezkedik el, így a képe a legközelebb van a falhoz. A téli napforduló idején látható a legtávolabb a faltól. A tavaszi és őszi napéjegyenlőség idején e két szélső helyzet között található. Minél hosszabb a délkör, annál pontosabban lehet leolvasni. Ez a délkör 45 méter hosszú, bronzból készült és sárga-fehér márvány alapzata van.
A nap delelésének megfigyelésén kívül Bianchini további lyukakat képezett ki egyes csillagok mozgásának megfigyelésére. Az ablakok elsötétítése után távcsővel mérhető volt a Sarkcsillag, az Arcturus és a Szíriusz rektaszcenziója (égi hosszúsági koordináta) és deklinációja (égi szélességi koordináta).
A délkört 2002-ben helyreállították létrehozásának 300.-ik évfordulója tiszteletére, és azóta is használatban van.